# دروازه درب کوشک (قزوین)
یکی از کهن‌ترین دروازه‌های قزوین است که به سوی الموت، رودبار و کوشک و شکارگاه‌های شمال قزوین باز می‌شده‌، و دارای یک ورودی با قوس و کلیل و نیم دایره است. در هر طرف راهرو دو طاق‌نما ساخته شده که با نرمی به سوی بیرون پیش آمده و حالت آغوش گشوده را تداعی می‌کند. این دروازه تنها یک نما به سوی خارج شهر دارد که از تزئینات کاشی‌کاری و رسمی‌بندی برخوردار است و بدنه رو به داخل آن، آجرکاریِ ساده است. کاشی‌کاری موجود در بنا در زمان فرمانروایی میرمحمدحسین عضدالملک قزوینی در دوره قاجار انجام شده‌است.

## پیشینه
شهر قزوین در گذشته، نُه دروازه به نام‌های درب کوشک (در شمال شرقی)، دروازه شیخ‌آباد در خیابان سعدی (در شمال غربی)، دروازه رشت، دروازه مغلاوک یا دروازه همدان (در جنوب غربی)، دروازه خندقبار، دروازه ساوالان، دروازه راه ری، دروازه تهران قدیم، دروازه پنبه ریسه (در شرق خیابان طالقانی کنونی) داشته که امروزه از آن میان، تنها دو دروازه درب کوشک و تهران قدیم باقی‌مانده‌اند.

## دروازه کوشک
دروازه کوشک در واقع شده و این اثر در تاریخ ۲۶ اسفند ۱۳۵۳ با شمارهٔ ثبت ۳۹۱ به‌عنوان یکی از آثار ملی ایران به ثبت رسیده‌است. دروازه درب کوشک در انتهای خیابان آزادی (نادری) شهر قزوین قرار دارد و متعلق به سال ۱۲۹۶ هجری قمری است که در زمان حکومت شاهزاده عضدالدوله، کاشی‌کاری شده‌است. شهر قزوین در نیمه قرن سوم هجری قمری دارای ۷ دروازه بوده‌است که امکان ورود به شهر را فراهم می‌ساختند. در دوره قاجاریه ۹ دروازه در گرداگرد قزوین وجود داشتند که با حصار پیرامون شهر به یکدیگر می‌پیوستند و عبارت بودند از پنبه ریسه، راه (درب) کوشک، شیخ‌آباد، رشت، مغلاوک، خندقبار، شهزاده حسین، مصلی و تهران که هم‌اکنون از میان آن بناهای باشکوه، تنها دو دروازه تهران و راه کوشک باقی مانده و بقیه در اثر خیابان‌کشی‌ها و عدم توجه به مرور زمان ویران شدند.
دروازه درب کوشک به سوی الموت، رودبار و کوشک‌ها و شکارگاه‌های شمال قزوین باز می‌شده‌است. این دروازه برخلاف دروازه تهران قدیم، تنها دارای یک نما به سوی خارج شهر است و دارای یک ورودی با قوس نیم دایره‌ای شکل می‌باشد که در طرفین آن گلدسته‌ها و طاق‌نماهایی دیده می‌شود. نمای خارجی این دروازه دارای کاشی‌کاری رسمی‌بندی است.

## نگارخانه

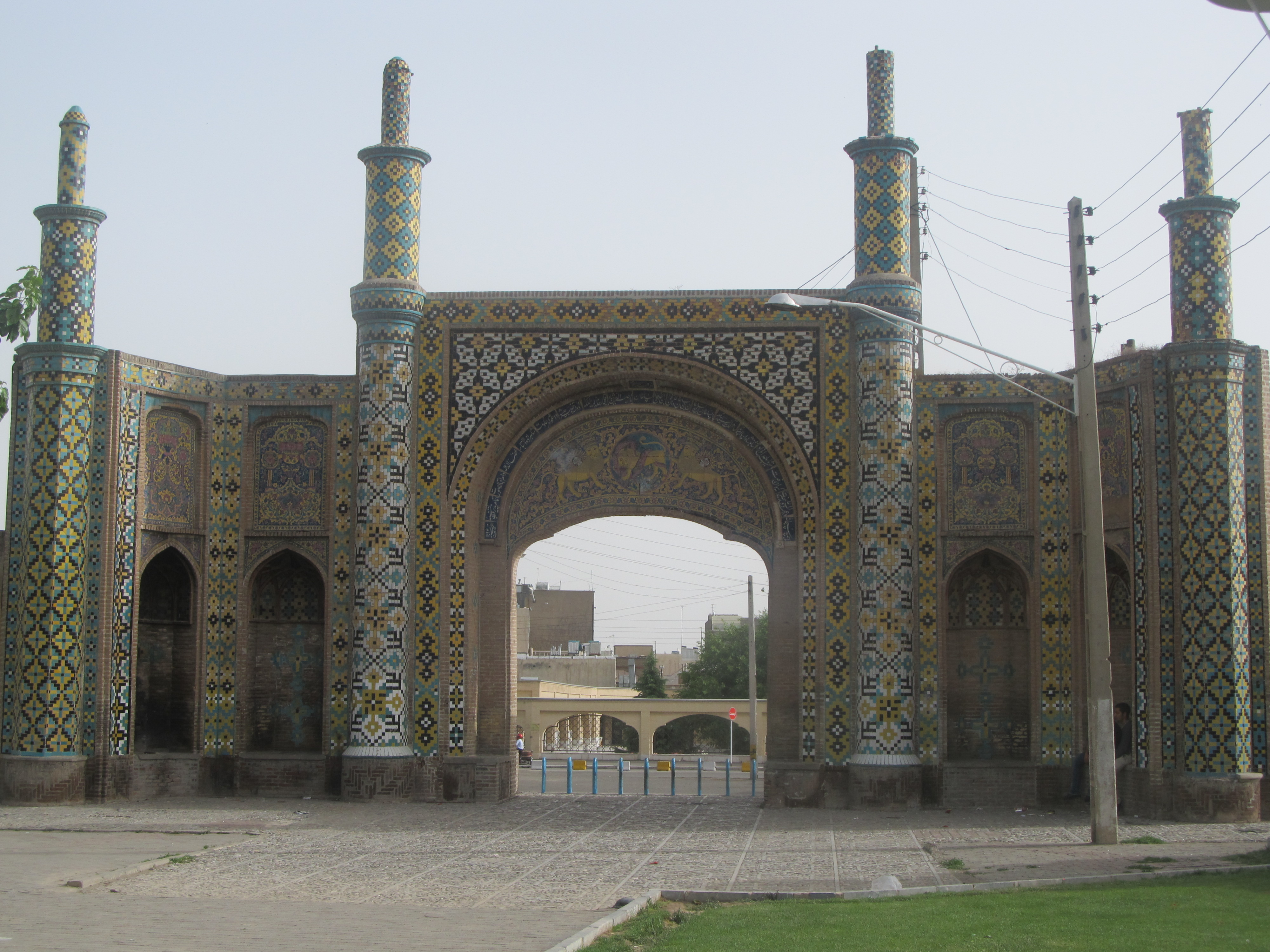
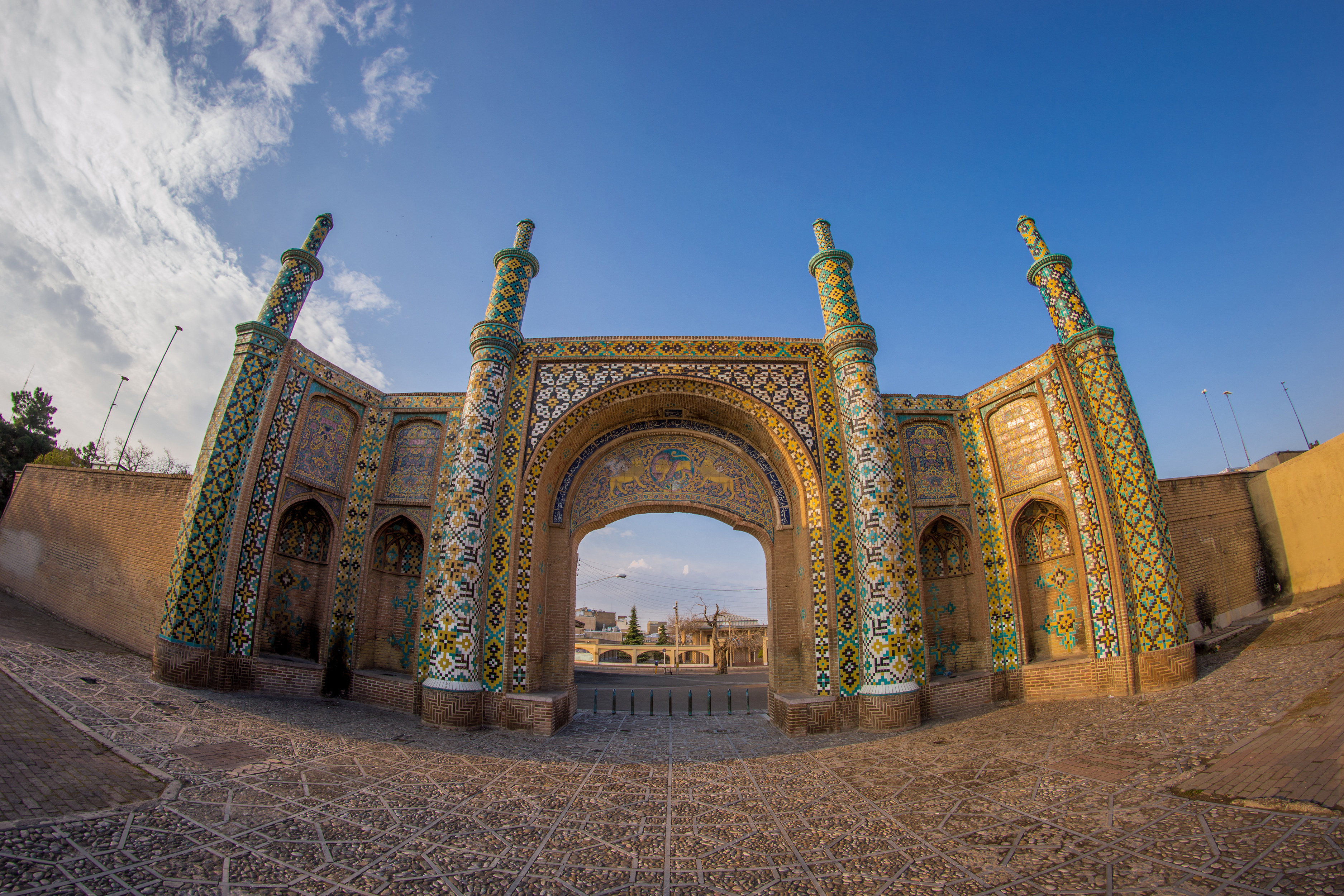